# Shote Galica
Shote Galica est née Qerime Halil Radisheva, en 1895, à Radisheva près de Drenica dans l'Empire ottoman, actuel Kosovo. Chef combattante du Kachak pour l'éveil national albanais (en), afin d'unifier tous les territoires albanais, elle soutient le gouvernement national démocratique en Albanie (en). Elle est déclarée héroïne du peuple d'Albanie.

## Biographie
Elle compte six frères. Elle épouse Azem Galica, un chef résistant nationaliste faisant aussi partie des Kachaks, en 1915. En 1919, elle participe à l'insurrection de Dukagjini contre le gouvernement Serbe. Elle participe aussi à la lutte contre la répression des Serbes à Junik de 1912 à 1923. 
En juillet 1924, elle participe à la lutte pour Drenica (Arbania e Vogël - Petite Albanie). En juillet 1925, après la mort de son mari, Azem Galica, elle prend la tête de son groupe de guérilla et combat avec Bajram Curri à Has de Prizren et Lumë (en). 
Elle est célèbre pour avoir capturé un commandant militaire serbe et un certain nombre de soldats à Çikatova, en juillet 1927.
Elle prend sa retraite en Albanie et passe ses derniers mois à Fushë-Kruja, où elle décède en 1927.

## Postérité
Elle est à l'origine de cette citation : « La vie sans connaissance est comme une guerre sans arme. ».

## Source de la traduction
- (en) Cet article est partiellement ou en totalité issu de l’article de Wikipédia en anglais intitulé « Shote Galica » (voir la liste des auteurs).